# Dammstraße (Heilbronn)
Die Dammstraße ist eine Straße im Norden der Innenstadt von Heilbronn und verläuft parallel zur Weinsberger Straße.
Die Straße wurde 1901 nach dem früheren Neckarschutzdamm benannt, der mit Pappeln bepflanzt war und vor Überschwemmungen schützen sollte. Von Juni 1897 bis etwa 1955 fuhr die Linie 2 der Heilbronner Straßenbahn über die Dammstraße.
Ab 2008 wurde die Dammstraße wegen der geplanten Stadtbahn Nord und des Programms „Soziale Stadt“ komplett saniert. Hierbei wurde die Fahrbahn verengt und die Fahrbahndecke neu asphaltiert. Auf der Nordseite wurden Bäume gepflanzt und mit Baumquartieren aus Natursteinpflaster eingefasst. Die Gehwege wurden verbreitert und mit Pflasterbelägen aus gelben Betonstein bestückt.
Die Parkflächen sind seither mit anthrazitfarbenem Betonsteinpflaster verziert. Begonnen wurde mit dem Teilabschnitt zwischen Nord- und Wartbergstraße. 2009 wurde der Bauabschnitt zwischen der Nordberg- und der Paulinenstraße umgebaut, bei der auch seitdem der Straßenabschnitt vor dem Nikolai-Kindergarten und der Dammschule verkehrsberuhigt ist. Für einen neu eingerichteten Quartiergarten wurden ab August 2008 mehrere Gebäude abgerissen.
Ab Frühjahr 2010 wurde in der Dammstraße ein Poesiepfad angelegt, bei dem mehrere Bodensteinplatten mit Poesiesprüchen versehen wurden. Die Texte wurden auf Anregung des Rathauses von den Stadtbürgern eingereicht. Bis 2011 wurde die Dammstraße westlich der Paulinenstraße saniert, wobei auch eine Ampel für die Dammgrundschüler an der Kreuzung Dammstraße/Schaeuffelenstraße eingerichtet wurde.

## Bauwerke
- In der Dammstraße 1 befand sich von 1984 bis 2005 die Gaststätte Sorbas.
- Gegenüber der Dammstraße 1 steht ein Teil des Heilbronner Bildungscampus. Außerdem erreicht man über die Dammstraße das Parkhaus Bildungscampus Ost.
- In der Unteren Dammstraße 2 befand sich ab 1900/01 das Städtische Gaswerk, dessen Dampfkessel sich von 1901 bis 1920 in Nummer 2 d befand. An der Nummer 2 q wurde 1921 die erste Vertikalofenanlage gebaut, die in den Jahren 1936, 1942 und 1953 erweitert, jedoch 1963 komplett gesprengt wurde. 1926 bis 1928 befand sich an der Hausnummer 2 r die Gaserzeugungsanlage für Kohlenwassergas. An den Nummern 2 c und 2 m wurden 1931/32 das Reiniger-, Regenerations- und Reglerhaus sowie 1935/36 die Koksaufbereitungsanlage angebaut.
- An der Dammstraße 14 steht seit 1908 ein Schulgebäude, das heute zur Dammschule gehört.
- In der Dammstraße 15 befindet sich seit 1993 der Verein Pfiffigunde e. V., eine Fachberatungsstelle für sexuellen Missbrauch und sexuelle Gewalt.
- Im Vorgängerbau der Dammstraße 29 befand sich ab 1891 die Weingroßhandlung Friedrich Beißer oHG, ehe sie 1930 in Konkurs ging. Im wiederaufgebauten Reihenhaus Dammstraße 29/31 befand sich bis 1974 ein Foto-Atelier mit Schwerpunkt Industrie-Fotografie von Walter Kissling (Kißling).
- Zwischen 2008 und 2010 wurde in der Dammstraße 32/1 der 1300 m² große Quartiersgarten erbaut, der am 15. Juni desselben Jahres eingeweiht wurde.[7]
- In der Dammstraße 34 befand sich im Vorgängerbau die Metzgerei Müller, die 1947 in die Linkstraße umzog.
- In der Dammstraße 39/1 befand sich ab 1974 der Jugendclub „Müllkeller“,[8] der 1981 vom Jazz-Club Pan ersetzt wurde, ehe er im April 2006 schloss. Außerdem befand sich im gleichen Gebäude ab März 1989 die unabhängige, neutestamentliche Freikirche Christliches Centrum Heilbronn e. V. Im Jahr 2014 wurde das Gebäude abgebrochen.
- Das Gebäude an der Dammstraße 41 wurde 1949 als Wohn- und Pförtnerhaus wiederaufgebaut.
- In der Dammstraße 45 befand sich ein Teil der Papierwarenfabrik Carl Berberich, wo 1938/42 Luftschutzeinbauten stattfanden. 1907 wurde das Bauwerk nach Plänen des Architekten J. Saame an der Nordbergstraße 27 angebaut, wobei dieses am 4. Dezember 1944 bei einem Luftangriff zerstört und anschließend nicht mehr originalgetreu wiederaufgebaut wurde. Heute befinden sich dort Studentenwohnheime.
- Seit 1899 befindet sich in der Dammstraße 54 die Bäckerei Trunk, deren Vorgängergebäude dem Zweiten Weltkrieg zum Opfer fiel.
- In der Dammstraße 55 wurde am 1. September 1837 eine Kleinkinderschule gegründet, die später Sophienpflege genannt wurde. Beim Wiederaufbau wurde 1954 im Nachgebäude das Gemeindehaus der Nikolaigemeinde eingeweiht, wodurch am 2. Mai desselben Jahres der Nikolai-Kindergarten eröffnet wurde. Im Jahr 2007 kaufte die evangelische Freikirche Gemeinde Gottes das Gemeindehaus.
- Im Vorgängergebäude der Dammstraße 71 befand sich bis 1936 die Schreinerei Riethenauer. Diese zog im gleichen Jahr in die Dammstraße 97 um, bis sie 1991 nach Horkheim übersiedelte.
- Das Doppelwohnhaus Ecke Wartbergstraße 15 und Dammstraße 77 wurde ab 1928 erbaut, im Zweiten Weltkrieg aber zerstört, woran noch einzelne Fragmente erinnern.